# Susanne Nielsson
Susanne Schultz Nielsson, född 8 juli 1960 i Århus, är en dansk före detta simmare.
Nielsson blev olympisk bronsmedaljör på 100 meter bröstsim vid sommarspelen 1980 i Moskva.